# Brezovica (Zagreb)
Brezovica je naselje i gradska četvrt u Gradu Zagrebu. Prema popisu stanovnika iz 2011. godine naselje Brezovica ima 594 stanovnika. Poštanski broj je 10257.
Brezovica, kao gradska četvrt Grada Zagreba, prostire se na površini od 127,4 km2 i obuhvaća 20 samostalnih naselja. Prema popisu stanovništva iz 2011. godine, gradska četvrt Brezovica ima 12 109 stanovnika.

## Stanovništvo
Prema popisu stanovništva iz 2001. godine, naselje je imalo 632 stanovnika, te 124 obiteljskih kućanstava.

Prema popisu stanovništva 2011. naselje je imalo 594 stanovnika.
| broj stanovnika | 35    | 67    | 111   | 106   | 133   | 107   | 166   | 104   | 26    |       |       |       | 355   | 398   | 632   | 594   | 642   |
|                 | 1857. | 1869. | 1880. | 1890. | 1900. | 1910. | 1921. | 1931. | 1948. | 1953. | 1961. | 1971. | 1981. | 1991. | 2001. | 2011. | 2021. |

## Povijest
Od 1994. u Brezovici djeluje Caritasova kuća „Blaženi Alojzije Stepinac”, koja pruža smještaj i obrazovanje djeci i mladima s teškoćama u razvoju i invalidima.

## Spomenici i znamenitosti
U Brezovici je barokni dvorac obitelji Drašković iz 18. stoljeća, smješten usred perivoja. U velikoj dvorani na katu su zidne slike.
Dvorac Brezovica je u vlasništvu Crkve. U lošem je građevinskom stanju. 

## Šport
U Brezovici djeluju:
- hrvački klub Hrvatski dragovoljac
- NK Brezovica
- automobilistički Klub Belson Nostalgija.

## Vijeće gradske četvrti Brezovica
- predsjednik: nije izabran
- potpredsjednik: nije izabran

Vijeće gradske četvrti Brezovica ima 11 zastupnika.
| lista | lista                                             | nositelj liste   | glasovi | postotak | mandati |
| ----- | ------------------------------------------------- | ---------------- | ------- | -------- | ------- |
|       | HDZ – Domovinski pokret – HSU – HSS               | Vladimir Iviček  | 991     | 22,70 %  | 3 / 11  |
|       | Možemo! – SDP                                     | Irena Borovina   | 933     | 21,37 %  | 3 / 11  |
|       | Kandidacijska lista grupe birača                  | Marina Pucević   | 543     | 12,43 %  | 1 / 11  |
|       | NL Marija Selak Raspudić                          | Ivica Kovačić    | 483     | 11,06 %  | 1 / 11  |
|       | Kandidacijska lista grupe birača                  | Stjepan Cerovski | 454     | 10,40 %  | 1 / 11  |
|       | Mladi za Brezovicu                                | Tomislav Cavrić  | 381     | 8,72 %   | 1 / 11  |
|       | Zagreb United                                     | Matija Holetić   | 356     | 8,15 %   | 1 / 11  |
|       | Jedino Hrvatska! – Domino – HS – Blok za Hrvatsku | Ljiljana Ilečić  | 224     | 5,13 %   | 0 / 11  |

## Vanjske poveznice
- Službene stranice grada Zagreba
- Službena web stranica Gradske četvrti